# Алаеддін-бей I Караманід
Алаеддін-бей (тур. Alaaddin Bey, помер 1397/98) — 13-й правитель бейлика Караманогуллари. Алаеддін-бей був сином Халіла-бея (Алаеддіна Халіла) та братом Сулеймана-бея. Алаеддіна-бея часто помилково називають Алаеддін Алі-бей. Правління Алаеддіна прославилося збільшенням впливу Караманідів у Анатолії. Причиною цього результату був шлюб Алаеддіна із Нефісе Мелек Хатун, дочкою Османського султана Мурада I. Цей шлюб був першим династичним союзом караманідів із османами. Аладдін відстоював незалежність бейлика від османів, тому неодноразово воював із Мурадом і Баязидом. У 1397/98 був страчений Баязидом

## Біографія

### Початкові роки
Алаеддін був сином Халіла Мірзи-бея, який правив бейликом приблизно у 1333—1348 роках. Ймовірно, у родині були міжусобиці та боротьба за владу. Протягом 10 років після смерті Халіла бейликом правили його брати і племінники. Син Халіла, Сулейман прийшов до влади лише після смерті Муси-бея приблизно у 1355 році. Недивлячись на неспокійне правління він правив 6 років, після чого був отруєний. Убитий в 1361 році в результаті змови родичів Сулейман-бей був похований у завія Каламія, а його гробниця була побудована братом Алаеддіном у 1370/1371 році. Шикарі пише, що Касим, організатор змови, короткий час був наступником Сулеймана на престолі, але він і його прихильники були вбиті Алаеддіном. Оскільки цей караманід згадується просто як Алаеддін у написах, монетах, вакуфних документах, історичних календарях і у сучасних йому літописах, то «Алаеддін Алі» — це просто поширена помилка.
Про дату народження, імені матері і ранні роки Алаеддіна майже нічого не відомо. Автор праці «Караман-наме» Шикарі зображує його напівлегендарним героєм, який правив країною понад сорок років (1357/61-1398). Проаналізувавши джерела, швидше за все, він прийшов до влади пізніше. Деякі дослідники вивчивши написи на медресе Хатун, вважають, що під час будівництва медресе у 1381 році Халіл був ще живий і, можливо, був правителем Карамана. Босуорт у довіднику «Мусульманські династії» називає 1381 рік як рік початку правління Алаеддіна. Але індифікація правителів, зазначених у написах на будівлях і похованнях утруднена, тому що дослідники не завжди розуміють, про якого саме Алаеддіна йде мова, бо батько і один із синів Алаеддіна теж звалися Алаеддінами (Алаеддін Халіль Мирза та Алаедін Алі).
Алаеддін був освіченим правителем, на відміну від усіх своїх попередників (можливо за винятком Муси Бурханетдіна). За його наказом була написана незбереженна до наших днів «Шах-наме династії Караман»(автор — Ярджані), на основі якої Шикарі написав пізніше «Караман наме», основне джерело із історії регіону. Алаеддін-бей, як і його наступники, не дотримався якоїсь певної лінії в дипломатії. Він відмовився від традиційного для караманідів союзу з мамлюками і підтримав Рамазаногуллари проти мамлюкского султана Баркука.

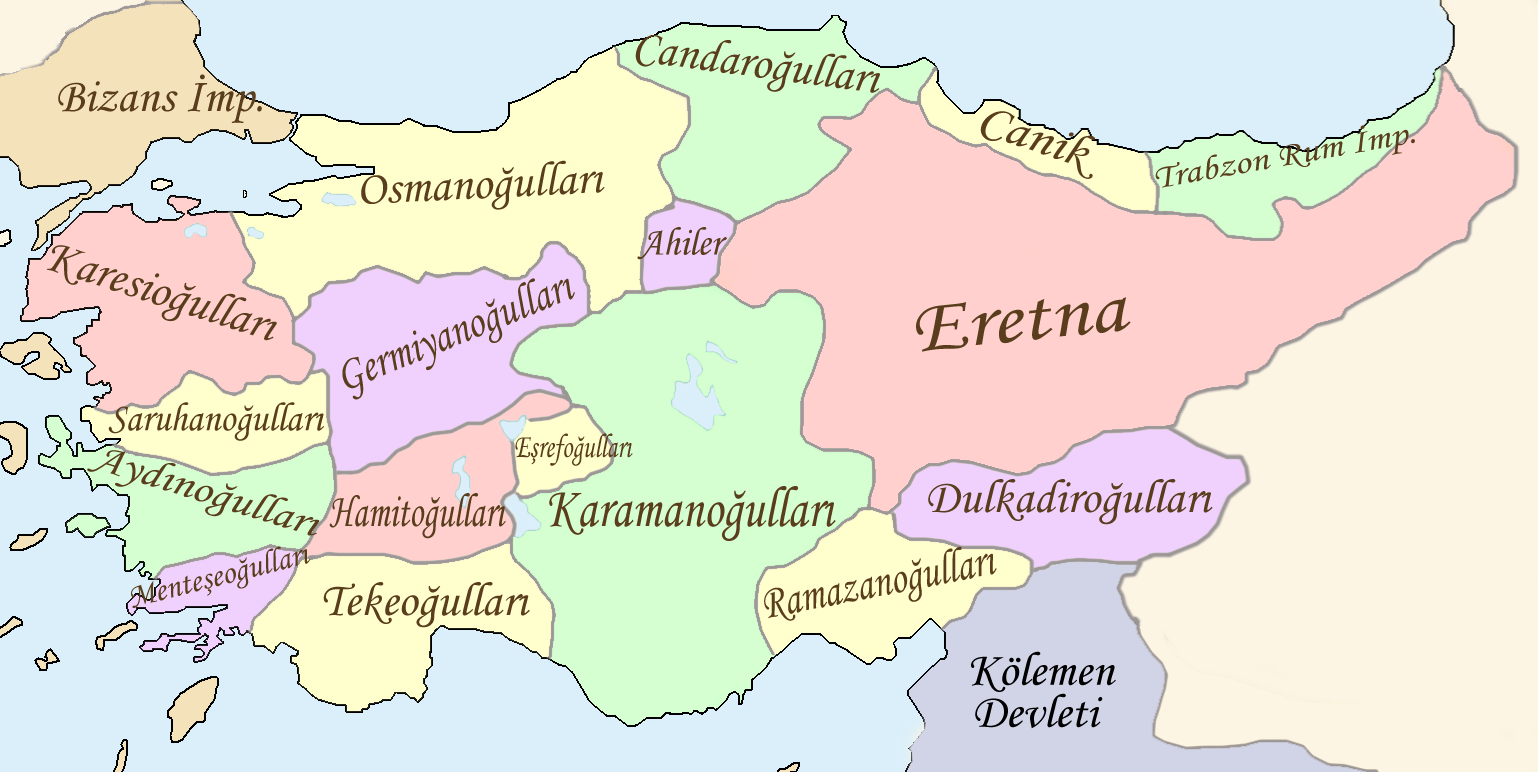

У 1361 році Алеаддін уклав угоду із правителем Еретни про спільні дії. Потім Еретнаогуллар Мухамед-бей був убитий в Кайсері у 1366. Замість нього до влади прийшов його малолітній син Алі Алаеддін. Візиром в Еретні був каді Бурханеддін Ахмет, відомий поет. Після смерті Алаеддіна каді Бурханеддін проголосив себе султаном, змістивши законного спадкоємця. Скориставшись смутним періодом в Еретні, Алеаддін Караманід захопив Нігде, Аксарай і Кайсері, а Алі Алаеддін Еретнаоглу перебрався із Кайзері до Сіваса. Також Алаеддін приєднав до свого бейлика деякі колишні території Кілікійського царства і взяв у 1366/67 роках Конью. Після таких успіхів Бабук-огуллри (область Нигде), Атабей (область Ишаклі у Акшехірі), Девлет Шах (область Илгин) та інші татарські вожді пішли на службу до Караманідів. Проведена Алаеддіном політика ворожнечі з правителем Еретні каді Бурханеддіном привела до втрати природного союзника проти османів.
У 1367 році, під час війни мамлюків з Кіпрським королівством, Аллаеддін напав на Кизкалесі та Корікос, які Караманіди давно прагнули захопити. Місто з 1369 року належало Кіпру, так що городяни сховалися у внутрішньому місті і відправили двох послів П'єру де Лузиньяну.
|  | У цей же час були отримані листи (до короля) від капітана Корхігоса і з Коньї,в яких говорилося, що Великий Караман оголосив у Коргігосі,що <….> він прийшов з великою армією для облоги фортеці. |

П'єр, який потребував форпості на анатолійському узбережжі, негайно відправив допомогу обложеним, а його брат Жан де Лузиньян очолив оборону. П'єру вдалося звернутися за допомогою до європейських держав. Тому цього разу Караманіди не змогли взяти Корхігос. За повідомленнями сучасника « через три дні пан принц наказав жителям Корхігоса вийти із фортеці для баталії. Бог дарував християнам перемогу, вони розбили турок, а також завдали багато поранень самому Великому Караману»
У 1375 році Алаеддін-бей знову бився проти правителя Сиваса каді Бурханеддіна Ахмеда. Приблизно у цей самий час мамлюки зайняли всю Кілікію, знищивши вірменське царство. Під час правління Алаеддіна бейлик був істотно збільшений. У 1380 році територія Караманіди включала у себе наступні регіони і міста: Гульнар, Анамур, Силифке, Мут, Ернемек, Хадим, Бозкир, Ларинда, Елеглі, Улукишла, Нигде, Карахісар ,Аксарай, Акшехир, Бейшехир, Ильгин і Конью. Аллаеддін був уже не просто «правитель Анатолійських гір» (Сахіб Джибао аль-Рум), як раніше літописці мамлюків називали караманідів. Тепер його називали вже «Султан» і « Абу-ль-Фат».

### Шлюб із дочкою Мурада
Відносини караманідів із османами були складними, бо обидва бейлика претендували на одні і ті ж прилеглі території. Обидві сім'ї намагалися досягти хоча б якоїсь тимчасової згоди шляхом династичних союзів між собою. Першим з таких союзів став шлюб Алаеддіна і дочки Мурада I, Нефісе. Джерела називають різні дати весілля. У збірнику документів османської канцелярії «Муншаат ас-Салатін»(Листи султанів), складеному Нишанджи Феридуном Ахмет-беєм в 16 столітті, як час весілля вказується 1386 рік. Дослідження написів на медресе Хатун, звеленому Нефісе, дає підстави вважати, що шлюб був здійснений не пізніше, 1381/82 року. Однозначно невідомо також з якого боку була ініціатива. Відомо лише, що в 1381 році був укладений і шлюб Баязида, сина Мурата і майбутнього султана, з Девлет-султан, дочкою Герміяноглу Сулеймана-шаха. Але сучасні історики відносять шлюб Нефісе і Алеаддіна до більш раннього часу — між 1360—1370 роками, оскільки народження старшого сина Нефісе відносять до 1370 року. Шикари в «Караман-наме» пише, що шлюб був запропонований Мурадом через брата Алаеддіна, Давуда, який приїхав в Бурсу як посол від Аллаеддіна."У мене є улюблена дочка. Я пропоную видати її заміж за Алаеддіна- бея. Коли ти повернешся, передай йому моє бажання як личить, і нехай він прийме її прихильно, як свою дружину". Судячі із усього, заручини відбулися у 1378 році. Придане Нефісе було багатим, а Алаеддін в свою чергу обіцяв, запевнивши печаткою, що у разі розлучення він віддасть дружині Акшехир, Аксарай і всі села у околиці цих міст. Завдяки цьому шлюбу Алаеддін кілька разів отримував прощення від Мурата і Баязида. Хроніки в описі весілля зберегли розповідь про напад на кортеж нареченої. Монголи оточили караван в Сиврихисарі, але охоронці Алеаддіна рогромили монголів ще до того, як встигли прибути на допомогу 40000 кіннотників з Карамана. На весільних урочистостях у Карамані були присутні еміри Сарухана, Айдина, Ментеше і Ешрефоглу.
Через конфлікт з беєм Карамана у 1385/86 році Мурад був змушений відволіктися від військових дій на європейській території і повернутися з армією в Анатолію. Причиною були територіальні претензії Алеаддіна. У міру того, як османи розширювали свої володіння на Балканах, Алеаддін-бей приєднував землі у Малій Азії. Хамідогуллари були вже не в змозі протистояти його натиску, і тоді правитель бейлика Хамід продав свої землі Мураду. Алаеддін-бей був незадоволений. Момент для виступу здався караманському бею підходящим зважаючі на недавні міжусобиці у державі османів та концентрацію їх військових сил на Балканах, і Алаеддін захопив Кара-Агак, Ялвадж та Бейшехир. Мурад, проте, зумів швидко підготувати армію для походу проти караманского бея і османська армія підійшла до Коньї, столиці Караманідів. Алаеддін запропонував мир, але Мурад відкинув пропозицію зятя, заявивши, що не може покладатися на мусульманського правителя, який напав на нього, у той час як він боровся із невірними. Обидва війська зійшлися перед Коньєю. Алаеддін був розбитий вщент. Після цього султан осадив Конью, але Алеаддін запросив миру, виславши до Мурада свою дружину. Мурад пішов на мирну угоду за посередництвом своєї доньки за умови, що Алаеддін віддасть Бейшехир. Саме після цієї битви з Алаеддіном Баязид, тоді ще син султана, заробив прізвисько «Блискавичний».

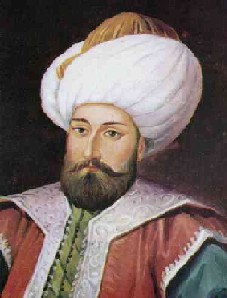
Мурад I Богоподібний, батько Нефісе Мелек Хатун

Султан розділив свої володіння на 5 санджаків, поставивши на їх чолі своїх відданих сановників. Після цього він повернувся із своїм військом на Балкани,але Алеаддін-бей не вважав цю угоду довготривалою і тільки вичікував вигідну годину. До правління Баязида I османи і карам аніди жили в мирі, але як тільки Алаеддін дізнався, що у 1389 році в Косові був убитий його тесть, він уклав мир з Ментеше і Еретне, захопив Бейшехир і закликав усіх правителів у західній Анатолії боротися проти Баязида 1. Під час кампанії узимку 1389-90 років Баязид анексував західні анатолійські емірати Айдин, Сарухан, Герміян, Ментеше та Хамід. Потім він пішов на Караман. Алаеддін був розбитий Баязидом і обложений у Коньї. Але колишній союзник Баязида, Джандароглу Сулейман-бей з Кастамону, син засновника бейлика Джандарідов-Ісфендіярідов, уклав угоду з каді Бурхханедділом Ахмедом проти Баязида. Таким чином Баязид змушений був відмовитися від облоги Коньї і знову улав мир із Алаеддіном у 1391 році,щоб направити свій удар проти Сулеймана-бея і каді Бурханеддіна. У 1392 році Баязид переміг і убив Сулеймана-бея та анексував його території. Правителі дрібних територій в регіоні також підкорилися османам, але каді Бурханеддіна Баязид не зміг здолати.
Алаеддін-бей і каді Бурханеддін, замість того, щоб об'єднатися проти Баязида, змагалися і ділили території один з одним, ще більше послабляючі себе. Приблизно у цей же час правителі бейліків отримали листи від Тамерлана з наполегливою пропозицією підкоритися йому. Алаеддін-бей скористався можливістю і погодився стати васалом і союзником Тамерлана. Тим самим каді Бурханеддін Ахмед, правитель Сиваса, виявився між двома ворогами. 1396 року Алеаддін-бей підмовив губернатора Кайсері Шейха Муайяна, колишнього до цього союзника каді Бурханеддіна, перейти на свою сторону. Каді Бурханеддін відразу піймав Шейха Муайяна та стратив його в Кайсері.

### Остання війна
Незважаючи ні на що, Алаеддін ніколи не відмовлявся від боротьби із османами. Під час битви під Нікополем він атакував Анкару і посадив у в'язницю Сари Темирташа-пашу, валі міста. У битві при Нікополе у полон до Баязида потрапив Йоганн Шильтбергер, який служив Баязиду, бо перебував у свиті султана. Він залишив опис наступних подій.За його словами, Баязид виступив проти непокірного родича з 150 тисячним військом, в той час, як у Алаеддіна було тільки 70 тисяч. Коли Алаеддін дізнався про наближення Баязида, то випустив Тимурташа-пашу і відправив його послом з дарами і мирними пропозиціями до султана. Однак Баязид відмовився говорити про мир. Армії зустрілися недалеко від Коньї і вступили в бій. Незважаючи на чисельну перевагу, Баязид у дводенній битві не зміг здолати караманіда, але, будучи майже оточеним, Алаеддін сховався у цитаделі міста. Після 11 днів облоги султан домовився із жителями міста, що вони відкриють ворота в обмін на збереження життя і майна. Населення міста видало свого правителя, і Алаеддіна було убито. Йоганн Шільтбергер так описує смерть Алаеддіна-бея:
|  | На питання цього останнього,чому він не хотів його визнати своїм верховним володарем,він відповідав ,що вважав себе рівним йому государем і тим так розгнівав султана,що він закричав три рази, не звільнять мене від Карамана. Нарешті хтось (Сари Тімурташ-паша ) з’явився, відвів Карамана і , умертвивши його, знову з’явився перед Баязидом, який його запитав, що він зробив із Караманом. Дізнавшись жалюгідну його долю, він заплакав і наказав знищити убивцю на тому самому місці, де він убив Кармана, в покапання за те, що він так поспішив з вбивством настільки знатної особи і не почекав, поки пройде гнів свого господаря.Потім Баязид велів покласти голову Карамана на вістря списа і носити по всьому краю ,щоб інші міста побачиливши,що володар їх вже не був в живих,скоріше здавалися |

Відповідно до опису Шільтбергера, це сталося в 1397/98 році, але Крамерс вказу 1391 рік(після битви при Аксараї), проте Ендиклопедія Ісламу вказує 1391 рік. Відомий сходознавець Юрій Петросян прийняв версію, що Алаеддін був страчений за наказом Баязида.Після страти Алаеддіна і здачі Коньї Баязид попрямував до Ларінде, в якій знаходилися сини Алаеддіна і їх матір — вдова Алаеддіна і сестра Баязида. Сини Алаеддіна, будучи вже підлітками (їм було не менше 11 років), були ображені і розсерджені стратою батька і видом його голови на піку. З юнацьким запалом вони хотіли захищати місто і не хотіли здаватися. Жителі міста співчували хлопчикам і підтримали їх. Однак після кількох днів облоги Нефісе злякалася, що її синів теж стратять, як і їх батька. Вона сказала жителям, що не бачить можливості відстояти місто і не хоче, щоб люди постраждали через їх сім'ю. Зважаючи на неможливість чинити опір, вдова Алаеддіна вийшла з міста до свого брата, ведучи синів. Баязид «бачачи сестру з синами, вийшов зі свого намету їм на зустріч; вони тоді кинулися до його стоп, цілували його ноги, просячи пощади, і передали йому ключі замку і міста. Султан тоді звелів, стоявшим біля нього сановникам, підняти їх, заволодів містом і поставив туди начальника одного зі своїх наближених. Сестру ж з її синами він відправив до свого столичного міста Брусса».
Спочатку землі Караманідів Баязид віддав своєму синові Мустафі. Невідомо, як Мехмет-бей і Алі-бей, сини Алаеддіна і Нефісе, жили в Бурсі. Згідно" Дустурнаме" вони жили окремо від матері у почесному полоні.

## Спадщина
У 1370 Алаеддін-бей побудував в Ларінде мечеть Актеке, перебудувавши існуючі будівлі завії Калама. Так в цій мечеті виявилися поховання онуків Джалаледдіна Румі, його брата Алаеддіна-Челебі та його матері Мюміне-хатун. Через це мечеть ще називають Мадер-і Мевляна Джамі. Тут же похований Караманоглу Сулейман-бей (Сайффеддін), брат Алаеддіна-бея.

## Значення
Час правління Алаеддіна вважається періодом максимального вплику Караманідів у Малій Азії. Під час правління Алаеддіна бейлик був істотно збільшений, у 1380 році територія Караманіди включала у себе наступні регіони і міста: Гульнар, Анамур, Силифке, Мут, Ернемек, Хадим, Бозкир, Ларинда, Елеглі, Улукишла, Нигде, Карахісар ,Аксарай, Акшехир, Бейшехир, Ильгин і Конью. Аллаеддін був уже не просто «правитель Анатолійських гір» (Сахіб Джибао аль-Рум), як раніше літописці мамлюків називали караманідів. Тепер його називали вже «Султан» і « Абу-ль-Фат».Розповідаючі пр. облогу Корікос Леонтій Махер називає його «Великий Караман», з опису Шільтбергера видно, що Алаеддін вважав себе рівним Баязиду.
Але Алаеддін-бей не зміг зупинитися, він претендував на землі бейлика Хамід, передані османам. Також Алаеддін-бей розірвав традиційні зв'язки своєї сім'ї з Ертанагуллами і мамлюками, які були його природними союзниками проти османів, чим послабив бейлик. Після його страти бейлік залишився поглиненим Османською імперією.